# Helló, kislány!
A Helló, kislány! (Hello, Little Girl) a Született feleségek (Desperate Housewives) című amerikai filmsorozat nyolcvanharmadik epizódja. Az Amerikai Egyesült Államokban először az ABC (American Broadcasting Company) adó vetítette 2008. április 27-én.

## Mellékszereplők
- Jason Gedrick - Rick Coletti
- Gary Cole - Wayne Davis
- Archie Kao - Steve
- Keith MacKechnie - Bryant nyomozó
- Pablo Espinosa - Első nyomozó
- John Petrelli - Anson nyomozó

## Mary Alice epizódzáró monológja
- A narrátor, Mary Alice monológja az epizód végén így hangzik (a magyar változat alapján):

"Az igazság az, hogy a szabályokat mindenki megszegi olykor-olykor. És eszébe sem jut egy percig sem, hogy rajtakaphatják. Ha netán mégis lebukik, egyszerűen bocsánatot kér. És az esetek többségében bocsánatot is nyer. De némely tett annyira alávaló, hogy csakis a megvetésünkre érdemes. Hogy lehet az ilyen sorsot elkerülni? Nos, a nagy trükk az, hogy tudni kell, hogy melyik szabályt lehet megszegni, és melyiket nem."

## Epizódcímek szerte a világban
- Angol: Hello, Little Girl (Helló, kicsi lány)
- Spanyol: ¡Hola! nena (Helló, szivi!)
- Olasz: Quali regole? (Milyen szabályok?)
- Francia: Qui veut la peau de Rick Coletti? (Ki akarja megölni Rick Coletti?)
- Francia-kanadai: La trangression des règles (Áthágni a szabályokat)